# Socialistiske Folkerepublik Albanien
Folkerepublikken Albanien blev udråbt den 11. januar 1946; fra 1976 ændredes navnet til Socialistiske folkerepublik Albanien (albansk: Republika Popullore Socialiste e Shqipërisë). Efter befrielsen i 1944 oprettede Den Demokratiske Front, der havde stået i spidsen for befrielseskampen, den provisoriske Albaniens demokratiske regering. Landet var medlem medlem af Comecon mellem 1949 og 1962 samt af Warszawapagten fra 1955, men meldte sig ud af Warszawapagten efter Albaniens hårde kritik af den sovjetledede invasion af Tjekkoslovakiet i 1968.

## Historie

### Dannelse
Italien havde de facto styret Albanien siden 1928, og landet havde siden 1939 været et italienskt protektorat. Den 8. september 1943 kapitulerede imidlertid Italien til de allierede, hvorpå nazityskland tog kontrollen over landet og etablerede en tysk vasalstat, denne kollapsede imidlertid i forbindelse med Tysklands tilbagetrækning fra Albanien i november 1944 og de kommunistiske partisaner under ledelse af Enver Hoxha tog magten.
Den nationale antifascistiske befrielseskamp (albansk: Luftes Antifashiste Nacional Clirimtare), der var under ledelse af den Nationale Befrielsesbevægelse (albansk: Lëvizja Nacional Çlirimtare), havde taget magten i Albanien den 29. november 1944 og afsluttede 2. Verdenskrig i landet uden udenlandsk hjælp. Albaniens Kommunistiske Parti (senere omdøbt til Albaniens Arbejdets Parti) og dets førstesekretær, Enver Hoxha, stod i spidsen for den nationale kommunistiske bevægelse. Bevægelsen var den eneste væsentlige politiske kraft i landet og grundlagde Det antifascistiske Nationale Befrielsesråd i maj 1944. Befrielsesrådet oprettede Den Demokratiske Front, der udråbtes til landets provisoriske regering de næste to år.
Den provisoriske regering stillede sig som vigtigste opgaver, at sikre den politiske magt, og sikre at Balli Kombëtar (dansk: Den nationale front), der havde samarbejdet med de italienske besættere og Nazi-Tyskland, ikke fik nogen politisk indflydelse, at gennemføre valg til en grundlovgivende forsamling og regering, der kunne udarbejde en ny forfatning, at reformere økonomien, landbruget og industrien, med vægt på udvikling af en sværindustri og planøkonomi baseret på femårsplaner og at agitere for socialistiske reformer og tilnærmelse til de østeuropæiske lande, der dannede den socialistiske blok.

### Hoxha-æraen
Hoxha var stærkt påvirket af Josef Stalin og antog en lignende personkult, og han indførte en etpartistat efter stalinistisk forbillede med det Albaniens Arbejdets Parti som det eneste tilladte politiske parti.
Hoxhas regime viste sig fra begyndelsen at have et kompliceret forhold til omverdenen, herunder til andre kommunistisk styrede stater. Gode relationer blev opretholdt med landene i østblokken frem til Stalins død i 1953, og da efterfølgeren Nikita Khrusjtjov officielt fordømte Stalins styre på det sovjetiske kommunistpartiets kongres i 1956, begyndte Hoxha også at distancere sig fra de andre lande i Østblokken.
En serie grænsekonflikter med nabolandet Jugoslavien om grænseområder i Kosovo var nær ved at forårsage en konflikt. Efter, at Jugoslaviens leder Tito havde erklæret støtte til Khrusjtjovs afstaliniseringsproces, øgedes konflikten, og Albanien isoleredes helt fra vestlig, sovjetisk og jugoslavisk indflydelse gennem en omfattende grænsekontrol dels i forhold til nabolandene men isoleringen blev til en vis del tillige fremmet af Hoxha.
En anden diplomatisk krise indtraf i 1946, da to britiske jagere sprængtes af albanske miner på internationalt farvand. Den Internationale Domstol i Haag dømte til Storbritanniens fordel. Aktionen var en bidragende årsag til, at Storbritannien, Italien, Jugoslavien og Grækenland 1949-1952 landsatte eksilalbanere fra luften med det formål at vælte Hoxhas regime og dermed neutralisere Sovjetunionens flådebase i Vlore (Project Valuable/Operation FIEND), hvilket imidlertid mislykkedes.
Isoleringen og manglende vilje til at rette sig efter politiske direktiver både indenfor østblokken og i øvrigt skulle blive et af Hoxha-regimets særtræk. Landet gik med i Warszawapagten ved dennes dannelse i 1955 men forlod den igen i 1961 efter, at Hoxha havde stillet sig på Kinas side efter bruddet mellem Kina og Sovjetunionen. Hoxha brød helt med Moskva og indledte i stedet et samarbejde med Kina, men efter Mao Zedongs død i 1976 og Deng Xiaopings liberaliseringsreformer indenfor økonomien og voksende politisk frihed brød han tillige disse kontakter, og Albanien isoleredes helt fra omverdenen.
Indenrigspolitisk ville Hoxha gennemføre en hurtig industrialisering af det fattige bondesamfund og indledte hurtigt en række reformer. I 1945 gennemførte han en jordreform, som nationaliserede to tredjedele af de privat ejede jordbrug, en fremgangsrig alfabetiseringskampagne indledtes også, som 1950 formåede at reducere analfabetismen til 30 % sammenlignet med det tredobbelte ved krigens afslutning. I 1957 oprettedes Albaniens første universitet, som fik lederen Enver Hoxhas navn. Ligeledes blev gennemtvunget statslig ateisme, og al religion blev forbudt. Samtidig holdt Hoxha et totalitært greb om magten, og al opposition blev hensynsløst knust.
Fortrinsvis herskede Hoxha takket være sit frygtede sikkerhedspoliti Sigurimi. Den totale politistat, som Hoxha opbyggede, blev ligeledes et kendetegn ved hans styre. Hoxha beordrede personligt en lang række udrensninger under sine 41 år ved magten, den første udrensning indtraf i 1951, da 22 albanske intellektuelle blev anklaget og henrettet for at have bombet Sovjetunionens ambassade i Tirana. Senere skulle påståede forbindelser til Hoxhas tidligere allierede Jugoslavien, Sovjetunionen og Kina blive anvendt som "bevis" i retssager mod regimets fjender. Omkring 5.000 mennesker blev henrettet under Hoxhas 41 år ved magten, ved hans død sad 35.000 personer i fængsel.
I sine sidste år led Hoxha af dårligt helbred, han fik diabetes og blev ramt af flere hjertetilfælde, og fra 1980 sad han i rullestol. I 1981 beordrede han en sidste stor udrensning idenfor partiet, hvorved 120 højt rangerende indenfor regimet, inklusive statsministeren Mehmet Shehu, henrettedes.

### Alia-æraen og de sidste år
Enver Hoxha døde den 11. april 1985 efter 41 år ved magten. Ny ledere blev Ramiz Alia, som Hoxha personligt havde valgt som sin efterfølger, og som i praksis havde styret landet siden 1981. Alia forsøgte langsomt at bryde den totale isolation, som havde præget Albanien siden bruddet med Kina i 1978, og indføre visse liberaliseringer af både økonomien og samfundet. Nogle mere omfattende politiske reformer udeblev dog, og i forbindelse med kommunismens fald i Østeuropa 1989 begyndte den folkelige modvilje mod regimet at vokse for alvor. Presset på Alia voksede, og i 1990 blev han tvunget til at opgive kommunistpartiets absolutte magt, og demokrati blev indført.
Den 25. april 1991 skiftede Den Socialistiske Folkrepublik Albanien officielt navn til Republikken Albanien.